# Кандида
Ка̀ндида (на италиански: Candida) е село и община в Южна Италия, провинция Авелино, регион Кампания. Разположено е на 579 m надморска височина. Населението на общината е 1164 души (към 2011 г.).